# Hrudky
Hrudky (ukr. Грудки; do 1946 roku Olble Ruskie) – wieś na Ukrainie w rejonie koszyrskim obwodu wołyńskiego. W 2001 roku liczyła 1827 mieszkańców.

## Historia
Pod koniec XIX wieku wieś należała do gminy Kamień Koszyrski w powiecie kowelskim.